# Terénní vozidlo

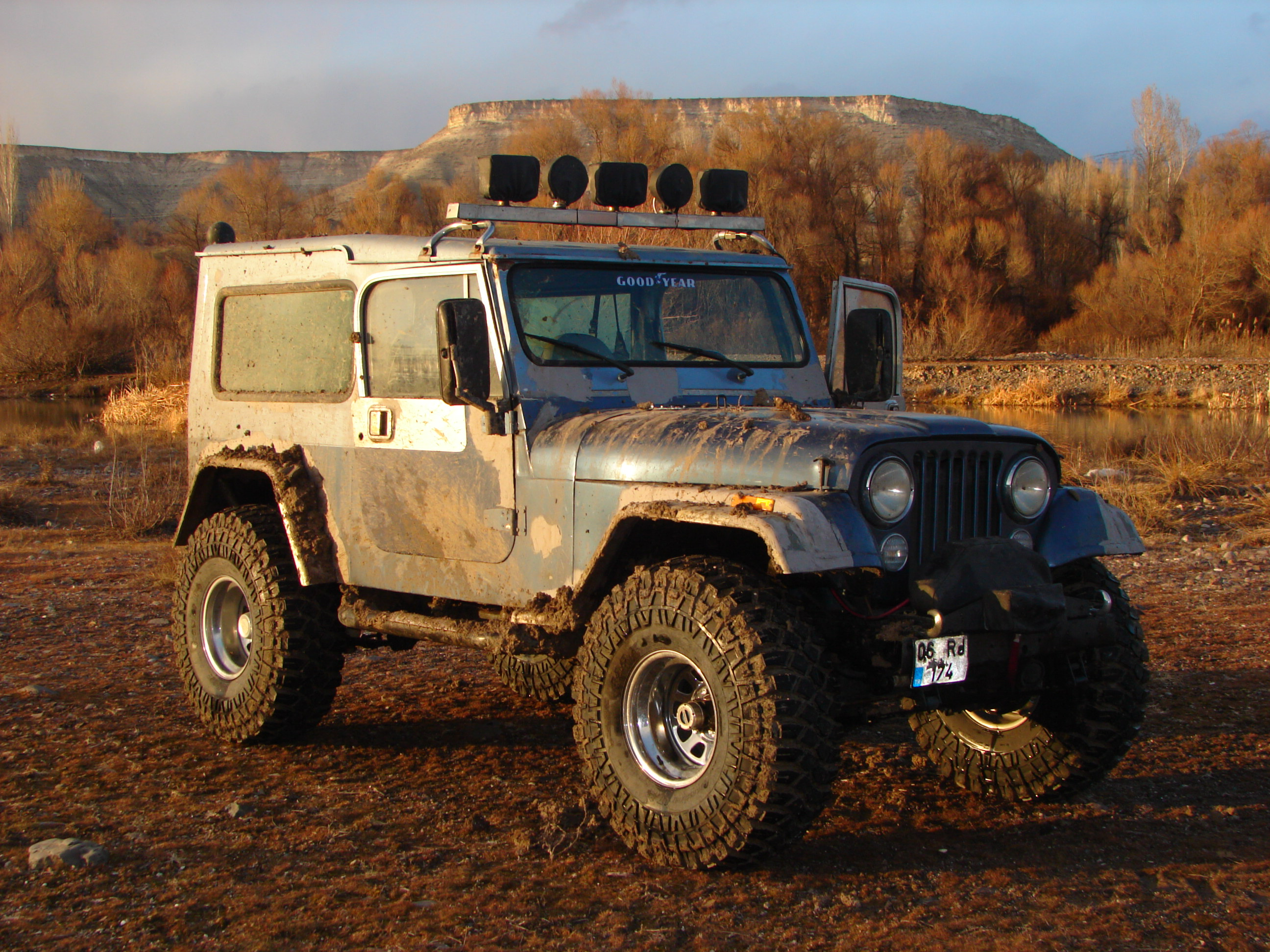
Terénní vůz Jeep

Terénní vozidlo (z angličtiny též off-road) je vozidlo vybavené k jízdě po nezpevněném povrchu. Mezi charakteristické znaky patří široké pneumatiky, měkčí tlumiče, pohon všech kol a uzávěrka diferenciálu. Zvláštní vozidla mohou být vybavena pásy.
Terénní vozidla jsou využívána armádou (HMMWV, GAZ 69, Honker,...), jako užitková vozidla při práci (například v lesnictví) i při motorsportu. Časté jsou i SUV, automobily uzpůsobené jak k jízdě po silnicích, tak i v terénu, určené především k rekreaci.

## Legislativa
V evropské směrnici 2007/46/ES je definováno terénní vozidlo takto:
Kategorie vozidel M (osobní vozidlo) a vozidlo kategorie N1 (nákladní vozidlo) nepřevyšující 2 tuny, pokud mají:
- nejméně jednu přední nápravu a nejméně jednu zadní nápravu konstruovanou pro současný pohon, včetně vozidel u nichž může být pohon odpojen.
- nejméně jeden uzávěr diferenciálu, nebo zařízení dosahující podobného účinku.
- z následujících šesti požadavků musí být dále splněno nejméně pět:
  - přední nájezdový úhel nejméně 25°
  - zadní nájezdový úhel nejméně 20°
  - přechodový úhel nejméně 20°
  - světlá výška pod přední nápravou nejméně 180 mm
  - světlá výška pod zadní nápravou nejméně 180 mm
  - světlá výška mezi nápravami nejméně 200 mm

Kategorie vozidel M3 s maximální hmotností převyšující 12 tun, nebo vozidla N3 pokud mají všechna kola konstruována pro současný pohon, včetně vozidel u nichž může být pohon jedné nápravy odpojen. Nebo pokud jsou splněny tyto požadavky:
- nejméně polovina kol je poháněna
- vozidla jsou vybavena nejméně jedním uzávěrem diferenciálu, nebo zařízením s podobným účinkem
- vypočtená stoupavost pro samotné vozidlo činí nejméně 25°
- z následujících šesti požadavků splňují nejméně čtyři:
  - přední nájezdový úhel nejméně 25°
  - zadní nájezdový úhel nejméně 25°
  - přechodový úhel nejméně 25°
  - světlá výška pod přední nápravou nejméně 250 mm
  - světlá výška mezi nápravami nejméně 300 mm
  - světlá výška pod zadní nápravou nejméně 250 mm

## Galerie

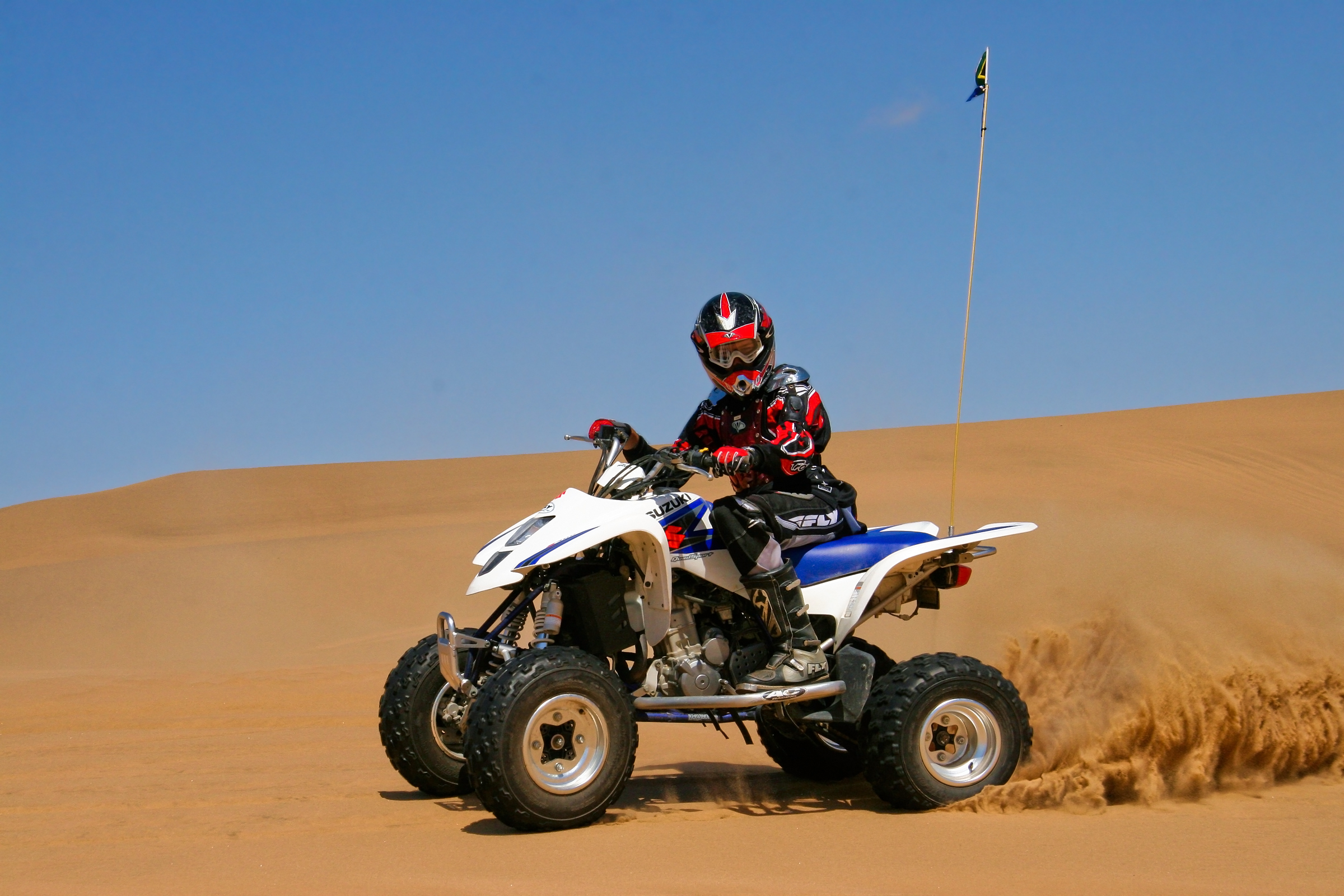
Terénní čtyřkolka v závodě v Namibii
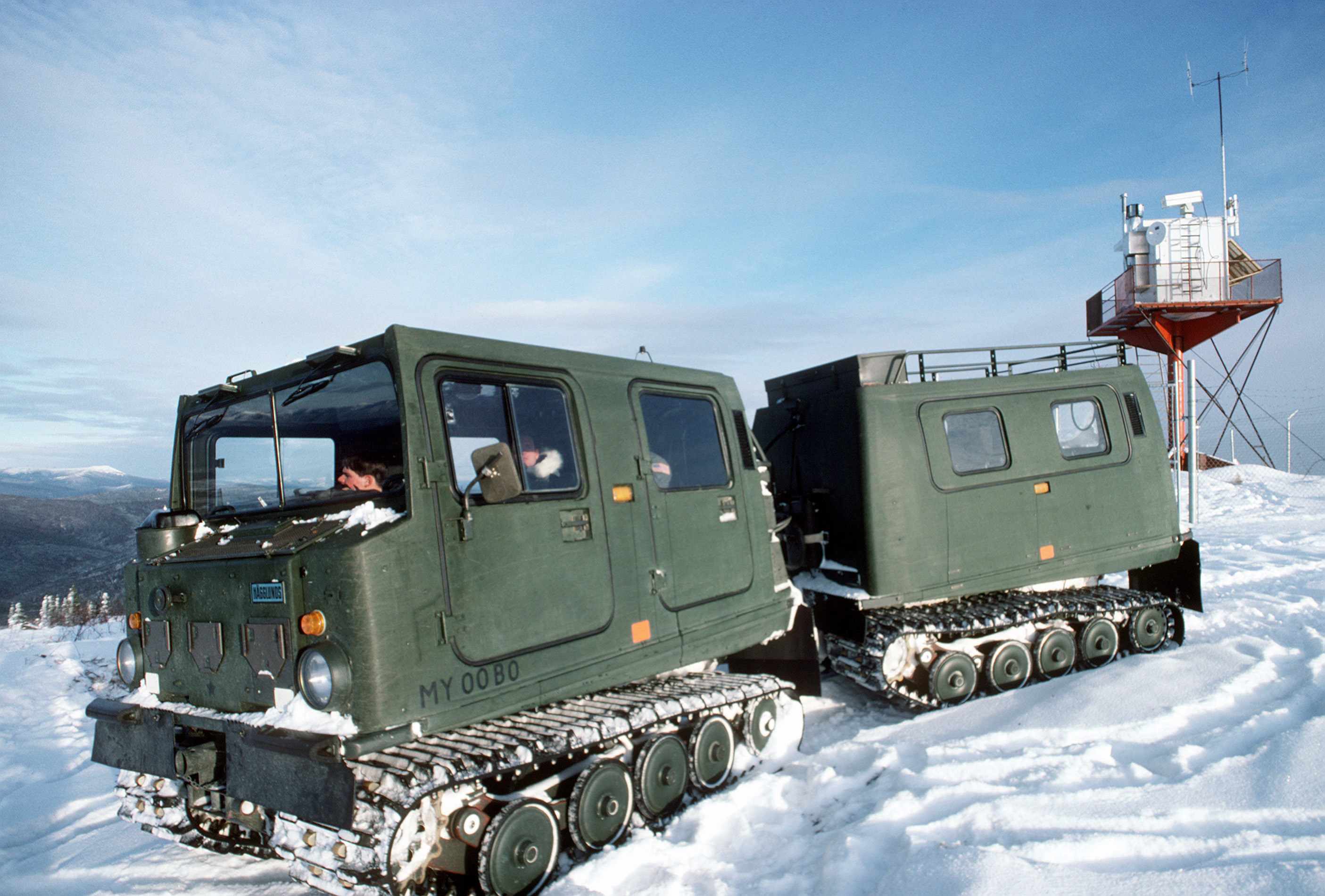
Švédské pásové vozidlo Bandvagn 206